# Hearthstone
Hearthstone (раніше офіційно — Hearthstone: Heroes of Warcraft) — колекційна карткова онлайн-гра створена по мотивам всесвіту Warcraft, розроблена компанією Blizzard Entertainment і поширюється по моделі free-to-play. Гра була випущена для персональних комп'ютерів 11 березня 2014 року. Пізніше була портована на платформи iOS та Android. Гра розповсюджується через Battle.net. Провідними геймдизайнерами були Ерік Додс і Бен Броуд.
Як і в інших колекційних карткових іграх, головною метою гравця в Hearthstone є збір власної карткової колекції, яка поповнюється шляхом купівлі комплектів карток або отримання їх як нагороди. Матчі між гравцями зводяться до розіграшу карт із завданням першим звести очки здоров'я опонента до нуля. Випуск нових карток здійснюється у вигляді великих доповнень або через завантаження чергового однокористувацького режиму «Пригоди». Кожне нове доповнення ґрунтується на регіоні чи окремій локації всесвіту Warcraft.

## Ігровий процес

Бій у Hearthstone: створіння гравця атакує створіння суперника

### Основи
У боях гравець бореться проти опонента, його завдання — звести здоров'я героя, що представляє суперника, до нуля. У кожного з героїв на початку бою 30 очок здоров'я та колода з 30 карток. Гравці ходять по черзі. Перед початком бою перший гравець отримує три випадкові карти зі своєї колоди, а другий — чотири. Обоє мають можливість один раз замінити будь-які отримані картки на інші, теж випадкові. Подальша боротьба полягає в розіграші карток з руки: «створінь» (англ. Creature), «заклинань» (Spell) або «зброї» (Weapon), також можна застосовувати класову здатність героя гравця. На початку ходу з колоди «в руку» здається одна картка. Розіграш будь-якої картки коштує певну кількість магічної енергії — мани. Упродовж перших 10-и раундів запас зростає від 1 до 10, даючи змогу користуватися все потужнішими комбінаціями. Далі запас у 10 одиниць відновлюється на початку кожного ходу. Бій відбувається на столі, так званому «полі бою». Існує кілька «полів бою» з різним оформленням. Обираються вони випадковим чином і ніяк не впливають на гру. Деякі декорації поля бою інтерактивні, проте ніяк не впливають на процес гри.
Основні параметри кожного створіння — здоров'я й атака. Крім того, більшість створіння мають додаткові здібності. Поклавши картку створіння на поле бою(стіл), зазвичай гравець має дочекатися наступного раунду, щоб атакувати нею. Під час свого ходу гравець вказує своїм створінням ціль, яку вони будуть атакувати. Завдаючи атаки створінням суперника, створіння також втрачає частину свого здоров'я, що дорівнює атаці цілі. Картки заклинань дозволяють атакувати чи послаблювати ворогів або лікувати чи посилювати своїх створінь. Картки заклинань та створінь в більшості діють одразу, проте їх ефект може бути відкладеним до настання певного часу або якоїсь події.
Новачки отримують одного героя першого рівня й стартовий набір базових карток для нього. На початковому етапі гравцеві пропонують навчальні бої з іншими героями початкового рівня, якими керує штучний інтелект. Переможений герой разом із його базовими картками додається до колекції гравця. Таким чином можна отримати колекцію з дев'яти героїв. Водночас герої гравця, які беруть участь у навчальних боях, підвищують свій рівень розвитку та відкривають нові базові картки. Повний набір базових карток гравець отримує, коли всі його герої досягнуть шістдесятого рівня.
Крім базових карток, які доступні всім гравцям, є також інші картки, які можна отримати індивідуально: або як нагороду, або купуючи пакунки карток, або створенням карток із чародійного пилу (Crafting). За кількістю пилу, потрібного для створення, ці картки поділяють на чотири категорії: стандартні (40), рідкісні (100), епічні (400) та легендарні (1600). Категорія картки позначається камінцем відповідного кольору в її центрі. Звичайний пакунок із п'яти карток містить принаймні одну рідкісну картку (або картку вищої категорії), зрідка в ньому може бути дві чи більше таких карток. Зайві картки цих категорій гравці можуть «розпорошувати», отримуючи чародійний пил, який використовується для створення нових карток. Утім розпорошення картки дає у чотири рази менше пилу, ніж потрібно для її створення. Пакунки карток та вхід на Арену продаються за ігрову валюту — «ігрове золото». Воно надається гравцям за виконання завдань, за перемоги в двобоях з іншими гравцями або купується за реальні гроші в магазині.

### Класи
Перед кожним боєм гравці обирають героя та колоду карт до нього. Усі герої в Hearthstone — персонажі всесвіту Warcraft, належать до одного з десяти класів. Кожен клас наділено особливими класовими здібностями, які можна застосувати в битві. Застосування класової здібності коштує дві одиниці мани, окрім мисливця на демонів використання якої, коштує 1 ману.
- Маг  (Джайна Праудмур, Медів, Хадґар, Кел'Тузад) — клас, сфокусований на магії. Використовує велику потужних заклинань і секретів. Класова здібність — «Спалах вогню», віднімає 1 одиницю здоров'я у цілі.
- Мисливець (Рексар, Аллерія Вітрогін, Сільвана Вітрокрила) — клас, який спеціалізується на розігруванні створінь типу Звірі, секретів та зброї(здебільшого луки). Більшість його тактик будуються на комбінації різних ефектів від звірів, секретів та пострілів. Класова здібність — «Вірний постріл», віднімає у героя суперника 2 одиниці здоров'я.
- Воїн (Ґаррош Пеклокрик, Маґні Бронзобородий, Смертокрил) — клас, що має кілька різновидів зброї, здебільш використовує заклинання захисту та посилення/пошкодження створінь з неповним здоров'ям. Більшість створінь воїна мають різні бойові здібності. Класова здібність — «Підняти щит!», дає героєві 2 одиниці броні.
- Шаман (Тралл, Оракул Морґл, Король Растахан, Король грому, Леді Ваш) — клас, сфокусований на магії стихій. Підсилює своїх створінь, має унікальну, техніку потужних і дешевих заклинань, що базується на «Перевантаженні» (англ. Overload) — унікальній класовій особливості, яка блокує певну кількість мани на наступний хід (що потім обмежує розіграш карток). Класова здібність — «Виклик тотема», ставить на поле бою тотем (всього є чотири стандартні тотеми; викликається випадковий із тих, яких ще нема на полі).
- Друїд (Малфуріон Лютошторм, Лунара, Еліза, Тітка Хейзелбарк) — клас, що спеціалізується на сильних, але дорогих створіннях. Деякі картки друїда мають унікальну механіку «Вибір ефекту» (англ. Choose One) — перед їх розіграшем надають вибір ефекту. Також у друїда є класові карти, які дозволяють вирватися вперед за очками мани і розігрувати дорогі картки раніше суперника. Класова здібність — «Зміна подоби» — дає +1 до атаки (лише до кінця поточного ходу) і +1 до броні.
- Жрець (Андуїн Рінн, Тіранда Шелествітер, Мадам Лазул) — клас, який здатний лікувати себе та створінь, може брати під контроль створінь суперника або знищувати їх, здатний збільшувати характеристики своїх створінь. Має багато тактик для набору карток у руку, зокрема можливість скопіювати картки суперника. Класова здібність — «Мале зцілення» — відновлює 2 одиниці втраченого здоров'я цілі.
- Розбійник (Валіра Санґвінар, Маєв Тінеспів[1]) — клас, який використовує заклинання, які можуть прибрати створінь назад у руку або вбити, орудує кинджалами, може підсилювати їх отрутою. Крім того, багато карток цього класу використовують унікальну механіку «Комбінування» (англ. Combo), що посилює ефекти, коли розігрувати картки у певній послідовності. Класова здібність — «Вправність із кинджалами» — споряджає героя зброєю 1/2.
- Паладин (Утер Світлоносець, Леді Ліадрін, Принц Артас, Сір Нервувальник) — клас, що користується зцілюючими заклинаннями і підсилюючими картками. Класова здібність — «Підкріплення» — закликає на поле бою паладина-рекрута з характеристиками 1/1.
- Чорнокнижник (Ґул'дан, Меха Джараксус, Немсі Некрошпик) — клас, що спеціалізується на ризикованій грі: дешево викликає сильних створінь типу Демони або використовує атакуючі заклинання, часто жертвуючи при цьому своїм здоров'ям або картами. Здебільшого веде швидку й агресивну гру. Має заклинання, яке знищує створінь суперника незалежно від їх здоров'я. Класова здібність — «Життєвідвід» — герой втрачає 2 одиниці здоров'я та бере одну карту з колоди.
- Мисливець за демонами (Іллідан Лютошторм, Аранна) — клас, що спеціалізується на використанні особистої зброї. Деякі карти цього класу мають унікальну техніку розігрування — «Вигнанець» (англ. Outcast): бонус, якщо карта розіграна з крайньої лівої чи правої позиції. Класова здібність — «Кігті демона» — дає +1 до атаки (лише до кінця поточного ходу), коштує 1 ману.
- Лицар смерті (Артас Менетіл, Король-Ліч) — клас, який може використовувати сили Крові, Морозу та Нежиті для руйнівних ефектів. Класова здібність — «Виклик гуля» — закликає на поле бою гуля з характеристиками 1/1 та ривком (англ. Charge), який вмирає в кінці ходу.

### Режими гри
Існує сім основних режимів — тренування, власне гра, арена, пригоди, бешкет у шинку, поля битв та дуелі
Тренування. У режимі тренування гравці б'ються проти штучного інтелекту. Тут гравці можуть вивчити основи гри, граючи проти «звичайних» суперників, що використовують тільки базові карти в своїх колодах, а також проти «експертів», що мають у колодах карти з набору експерта. Перед грою користувачі можуть обирати клас суперника.
Гра. У цьому режимі відбуваються бої проти реальних опонентів заздалегідь складеними колодами. У кожній колоді може бути не більше двох однакових карток (навіть якщо в розпорядженні гравця їх більше), а легендарні картки не можуть мати пари. Бої бувають прості та рейтингові. За перемогу в рейтинговому бою гравець отримує одну зірку, у разі поразки — втрачає одну зірку. За серію перемог (від трьох підряд) нараховуються додаткові зірки. За результатами рейтингових боїв гравцеві призначається певний ранг, що показує клас його гри. Всього в грі 25 рангів: від початкового, 25-го, — «Злої курки» — до першого — «Господаря таверни». Ще один, особливий ранг — «Легенда» — можна отримати, після здобуття усіх зірок на ранзі «Господар таверни». Ранг підвищується після заповнення всіх зірок рангу (ранги до 15-го потребують три зірки для отримання наступного, далі — чотири). Суперник для рейтингових боїв підбирається за рангом і може відрізнятися на один. Чим вищий ранг має гравець, тим сильніші суперники будуть йому траплятися. 
За три перемоги в режимі Гри гравець додатково отримує 10 монет ігрового золота (однак, не більше сотні на добу). 
У режимі Гри та на Арені можна виконувати щоденні завдання. Їх можна накопичувати до трьох водночас і виконувати за можливості. Один раз на добу є можливість замінити одне з щоденних завдань на якесь інше.
Арена. Участь в іграх на Арені платна. Вхід можна купити за ігрове золото або за справжні гроші. Після входу пропонується обрати одного з трьох випадково запропонованих героїв гравця. Після того, як героя обрано, таким же чином відбувається набір карток у колоду: пропонується три випадкові картки, слід вибрати одну з них, поки не набереться 30 карток. У цьому режимі колода може містити скільки завгодно однакових карток. Далі відбуваються бої з суперниками, які склали свою колоду таким же чином. Бої закінчуються після трьох поразок або після дванадцяти перемог, потім видаються нагороди. Чим більше виграшів, тим вагомішою буде нагорода. Незалежно від результату надається один пакунок (із п'яти карт). Додатково гравець може отримати ігрове золото і чародійний пил.
Дружня дуель. У режимі «дуелі» гравці можуть кидати виклик будь-кому зі списку друзів. У цьому режимі потрібно виконувати щоденні або щотижневі завдання.
Пригоди. Режим одиночної гри. У цьому режимі гравці можуть боротися з лиходіями (босами), якими керує штучний інтелект. За перемогу над босами дають винагороду (карти, які неможливо створити з чародійного пилу). Першу пригоду було випущено невдовзі після випуску гри — 11 квітня 2014 року. Час від часу розробники додають нові пригоди, як платні, так і безкоштовні.
Бешкет у шинку. Режим став доступний у версії гри 2.7.0.9166. Має розважальний характер і нову механіку щотижня. На європейських серверах доступний з 17:00 середи до 6:00 понеділка (за київським часом). Доступний для гравців, які розвинули хоча б одного свого героя до 20-го рівня. Щотижня за першу перемогу, гравець отримує класичний пакунок карток або іншу спеціальну нагороду. Наступні перемоги не приносять нагород.
Поля битв. У цьому режимі гравці повинні зібрати своє військо та перемогти в випадкових дуелях інших 7 гравців.
Дуелі. У цьому режимі гравці повинні зібрати свою колоду та грати протів ботів.

#### Пригодницькі завдання
- Прокляття Наксрамаса  — режим пригод для одиночної гри, котрий стартував 11 квітня 2014 року. Має у своєму складі 5 кварталів: Павучий квартал, Чумний квартал, Військовий квартал, Квартал Гидоти та Лігво Крижаного Змія. У перших трьох кварталах по 3 боси, в Кварталі Гидоти їх 4, а в Лігві Крижаного Змія — 2. За перемогу над кожним із босів гравець отримує карту. Пройшовши квартал повністю, гравець додатково отримує легендарну карту. Квартали виходили по черзі, один на тиждень. Ключ до першого кварталу був безкоштовним, інші коштували 700 одиниць ігрової валюти або 329,00 руб. (розрахунку в гривнях не передбачено). Після виходу наступних пригод ключ до першого рівня цієї також став платним.
Крім звичайного режиму, гравець може пройти особливі класові випробування, де за перемогу деякими героями проти конкретного боса надається нагорода у вигляді двох екземплярів класової карти. Також можна випробувати свої навички в героїчному режимі, де боси значно сильніші звичайного режиму. Нагородою слугуватиме нова сорочка для карт[4].

| Назва кварталу       | Винагорода                                                                                                 |
| -------------------- | --- |
| Павучий квартал      | Павутинник Нерубар, Нерубіанське Яйце, Одержимий Повзун, Отруйні Зерна, Підступний Анубар, Маексна         |
| Чумний квартал       | Кам'яна Горгулія, Нестабільний Вурдалак, Зригувач Слизу, Подвоєння, Тенетник, Лоатеб                       |
| Військовий квартал   | Танцюючі Мечі, Примарний Лицар, Володар Смерті, Реінкарнація, Голос Порожнечі, Барон Рівендейр             |
| Квартал Гидоти       | Могильник, Божевільний Вчений, Зомбі-Закуска, Стогнуча Душа, Укус Смерті, Темний Культист, Сталагг, Ф'юґен |
| Лігво Крижаного Змія | Подільний Слизень, Тінь Наксрамаса, Помста, Кел'Тузад                                                      |

- Чорна гора — пригода, яка буда введена 3 квітня 2015 року. Поділена на 5 крил: глибини Чорної скелі, надра Чорної скелі, шпиль Чорної скелі, лігво Чорнокрила та Таємна лабораторія. У перших трьох крилах — по 3 боси, в двох останніх — по 4. Після перемоги над ними можна отримати нові унікальні карти[5].

Починаючи з «Чорної Гори» одночасний доступ до всіх крил кожної нової пригоди став доступним за попереднім замовленням, разом з яким у подарунок йде особлива сорочка для карт, котру отримати іншим способом неможливо.
| Назва крила          | Винагорода |
| -------------------- | --- |
| Глибини Чорної скелі | Похмурий відвідувач, Збір, Воскресіння, Швидкий Вистріл, Подих Дракона, Імператор Тауріссан                      |
| Надра Чорної скелі   | Друїд Полум'я, Технік Чорнокрила, Ватажок Банди Бісів, Сокирометач, Удар Лави, Мажордом Екзекутус                |
| Шпиль Чорної скелі   | Надрошаленець, Дракон-Партнер, Драконове Яйце, Сутінковий Дракончик, Вулканічний Древник, Ренд Чорнорук          |
| Лігво Чорнокрила     | Відплата, Підпалювач, Голодний Дракон, Вогнестраж-Руйнівник, Демонічний Гнів, Темнозалізний Скрадник, Хромаггус  |
| Таємна Лабораторія   | Вулканічний дракон, Осквернитель Чорнокрила, Драконід-Трощитель, Драконородний Чародій, Священна Варта, Нефаріан |

- Ліга Дослідників

| Назва крила      | Винагорода |
| ---------------- | --- |
| Храм Орсіса      | Джинн Західних Вітрів, Прикрашений Скарабей, Вартовий Анубісат, Ритуальний Камінь, Гуркітливий Елементаль, Священне Випробування, Стародавня Тінь, Обсидіановий Руйнівник, Темний Торговець, Рено Джексон             |
| Ульдаман         | Печерний Трогг, Ефемер-Заклинач, Могильний Павук, Викопний Раптор, Люта Мавпа, Шукач Реліквій, Прадавнє Зло, Їздовий Раптор, Охоронець Ульдаману, Бранн Бронзовобородий                                               |
| Зруйноване Місто | Величезна Ропуха, Горилобот А-3, Буль-Що Може Статися, Марлок Дрібулька, Гадюка, Морська Відьма Наг, Тропічний Совило, Приховані Дротики, Все Бульде Добре, Поховання, Сер Фінлі Мррґлтон                             |
| Зала Дослідників | Скам'янілий Дияволозавр, Ідол Ворона, Проклятий Меч, Доглядач Музею, Прокляття Рафама, Вежа з Коротунів, Пустельний Верблюд, Моторошна Статуя, Архізлодій Рафам, Розкрадач Могил, Оживлений Панцир, Еліза Зорежаданна |

- Вечірка в Каражані

| Назва крила   | Винагорода |
| ------------- | ---------- |
| Зал           |            |
| Оперний театр |            |
| Звіринець     |            |
| Шпиль         |            |

## Розробка
Компанія Blizzard анонсувала гру на виставці Penny Arcade Expo (PAX) 22 березня 2013 Компанія Blizzard Entertainment оголосила про підготовлюваний вихід гри Hearthstone™: Heroes of Warcraft ™. З 16 серпня 2013 гра перебувала в стані закритого бета-тестування серед гравців Південної і Північної Америки. 23 серпня на офіційному сайті Blizzard з'явилося повідомлення про закриття World Of Warcraft Trading Card Game, настільної карткової гри по світу World of Warcraft. З 4 вересня 2013 почалося закрите бета-тестування для європейського регіону. Тестування проходило без статусу NDA, тобто розголошення інформації про гру було дозволено. Запрошення отримали понад мільйон гравців. Із 23 січня 2014 почалося відкрите бета-тестування для європейського регіону. 12 березня 2014 було оголошено про офіційний вихід гри. 16 квітня 2014 гра стала доступна для завантаження в App Store.

## Оцінки й відгуки
| Агрегатор  | Оцінка                   |
| ---------- | ------------------------ |
| Metacritic | 88/100 (ПК) 93/100 (iOS) |

| Видання        | Оцінка |
| -------------- | ------ |
| Eurogamer      | 10/10  |
| Game Informer  | 9/10   |
| GameSpot       | 8/10   |
| IGN            | 9/10   |
| PC Gamer (США) | 80/100 |
| TouchArcade    | [ 13 ] |

Гра отримала в цілому позитивні відгуки критиків, які високо оцінили простоту правил гри, сетинг світу Warcraft, аудіовізуальні опрацювання і варіативність ігрового процесу, що мало забезпечити приплив нових гравців в жанр колекційних карткових ігор. На агрегаторі Metacritic її середня оцінка складає 88/100 у версії для ПК, і 93/100 у версії для iOS. У грудні 2020 року кількість гравців у Hearthstone досягнула 23,5 млн осіб.

### Нагороди
Журнал «Forbes» присудив Hearthstone нагороду «Найкраща цифрова карткова гра» 2013 року. На Game Awards 2014, Hearthstone здобула статус найкращої мобільної/портативної гри. В грудні 2014, GameSpot назвали Hearthstone мобільною грою року. GameTrailers визнали її багатокористувацькою грою року та найкращою грою 2014. На 18-й церемонії DICE Awards, Hearthstone здобула нагороду «Мобільна гра року» та «Стратегічна/симуляційна гра року», а також «Гра року», «Видатне досягнення в ігровому дизайні», «Видатна інновація в геймінгу», та «Видатне досягнення в онлайновій грі». На церемонії BAFTA Awards 2014 року, Hearthstone виборола звання найкращої багатокористувацької гри. На NAVGTR Awards 2014 Hearthstone здобула нагороду «Гра, стратегія» Game, Strategy, присуджену її інженеру Дену Елґґріну.